# Shesh Bahreh-ye Soflá
Shesh Bahreh-ye Soflá (persiska: Shesh Bahreh Soflá, شش بهره سفلى) är en ort i Iran.   Den ligger i provinsen Chahar Mahal och Bakhtiari, i den centrala delen av landet, 500 km söder om huvudstaden Teheran. Shesh Bahreh-ye Soflá ligger 1 575 meter över havet och antalet invånare är 276.
Terrängen runt Shesh Bahreh-ye Soflá är varierad. Shesh Bahreh-ye Soflá ligger nere i en dal.Runt Shesh Bahreh-ye Soflá är det ganska glesbefolkat, med 38 invånare per kvadratkilometer. Närmaste större samhälle är Lordegān, 3,7 km öster om Shesh Bahreh-ye Soflá. Omgivningarna runt Shesh Bahreh-ye Soflá är i huvudsak ett öppet busklandskap.